# سقاوة حمراء العنق
السقاوة حمراء العنق (الاسم العلمي: Buteo auguralis)، المعروفة أيضًا باسم السقاوة الأفريقية حمراء الذيل ،  هي نوع من أنواع طيور السقاوة وتنتمي لفصيلة البازية، تتواجد في الغرب والشمال في وسط أفريقيا.

## الوصف
السقاوة حمراء العنق هي طائر جارح متوسط الحجم وتمتلك رقبة مميزة بلونها الاحمر-البني ويمتد من فوق تاجها نزولًا إلى أعلى ظهرها. الأجزاء العلوية من جسدها لونها نوعا ما ضارب إلى السواد في الغالب، باستثناء الريش العلوي للذيل؛ والذي يحتوي على اللون الأسود ما قبل نهايته. الاقسام السفلية في جسدها بيضاء اللون بشكل أساسي، باستثناء لون الحلق الداكن والبقع الداكنة التي تمتد على طول الأجنحة. الطيور اليافعة تشبه الطيور البالغة، ولكن الأجزاء العلوية لديها بنية اللون نوعا ما، والأجزاء السفلية لونها ابيض-صفراوي خفيف، كما وانها تفتقر إلى الحلق الداكن.

## توزيعه وتحركه
تتواجد السقاوة حمراء العنق في نطاق عريض يمتد من موريتانيا ثم إلى الجنوب نحو ليبيريا ثم شرقًا نحو إثيوبيا وأوغندا، وكذلك تتواجد جنوبًا على طول ساحل خليج غينيا عبر غابون وصولا إلى جمهورية الكونغو الديمقراطية وشمال شرق أنغولا. 
السقاوة حمراء العنق هي مهاجرة جزئية، من الممكن ان تكون الجمهرات الشمالية مهاجرة بشكل كلي، حيث تترك السافانا بعد هطول الأمطار لتمضية موسم الجفاف نحو الجنوب على طول اطراف منطقة الغابات الرئيسية.

## الموطن
تفضل السقاوة حمراء العنق اطراف الغابات والمناطق الخالية نوعا ما من الاشجار، ويشمل ذلك ذلك المناطق الموجودة داخل الغابات الثانوية والأولية، ولكن يمكن ان تتواجد كذلك في المناطق المحروثة والمزروعة، ولا تتواجد بشكل عام في المناطق الرئيسية للاراضي المنخفضة الموجودة في الغابات المطيرة. تتواجد وتعيش هذه الطيور في الارتفاعات المختلفة التي تصل حتى ارتفاع اقصاه هو حوالي 2500 متر.

## السلوك
عادةً ما تربض السقاوة حمراء العنق من اجل الاصطياد، وتستكشف ببصرها الأرض بحثًا عن الفرائس المحتملة التي سيصطادها من خلال الانقضاض عليها من الاعلى. تتغذى هذه السقاوة على مجموعة واسعة من الحيوانات الصغيرة بما في ذلك القوارض والطيور والسحالي والثعابين، وكذلك المفصليات وخاصة النمل الأبيض. 
تبني هذه السقاوة عشًا مصنوعا من العصي على اغصان متفرعة من الجزء العلوي للأشجار الكبيرة في الاحراش، أو على صرح أو على حواف هاوية ما، ستستخدم أزواج هذا الطير نفس موقع العش في السنوات المتعاقبة. عادة ما يتواجد في العش بيضة واحدة أو اثنتين، من المحتمل أن توضع هذه البيوض في الفترة التي ما بين نوفمبر إلى يناير في الجزء الشمالي من مداه ولاحقا في المدى الجنوبي، حيث شوهد صغار هذا الطير في العش في أغسطس. 